# Marek Szulen
Marek Szulen (* 28. August 1975 in Kwidzyn) ist ein polnischer Komponist und Musiker im Genre der elektronischen Musik.
Er begann bereits als Kind, sich für elektronische Musik zu interessieren, allen voran für die von Jean Michel Jarre, der ihn auch später inspirierte. In den 90er-Jahren fing er an, Synthesizer zu spielen und baute sich nach und nach ein Homerecording-Studio auf. 1999 erschien mit Ankaria das erste gepresste Album, das stilistisch sowohl Jarre als auch der klassischen Berliner Schule nahekommt. Zusammen mit Kayanis, einem anderen Elektronik-Musiker, organisierte Szulen in seiner Heimatstadt ein Festival für elektronische Musik namens KOMP.

## Diskografie
- Ankaria (1999)
- KOMP Live (2000)
- Creation – Universal Consciousness (2002)